# أبو بكر غاي
أبو بكر غاي (26 سبتمبر 1951 - 2 ديسمبر 2010) (بالفرنسية: Abu Bakarr Gaye)‏ هو سياسي غامبي، وزير الصحة والشؤون الاجتماعية في جمهورية غامبيا في الفترة من 2009 إلى 2010.

## سيرته
ولد غاي في 26 سبتمبر 1951 في مدينة بارا (Barra) بغامبيا. درس من 1960 إلى 1965 في مدرسة مابوراكا في سيراليون. من 1967 إلى 1968، واصل دراسته في جامعة باتريس لومومبا في موسكو حيث تعلم اللغة الروسية والرياضيات والفيزياء وعلم الأحياء والكيمياء والاقتصاد والفيزياء والتاريخ. ومن الجامعة نفسها، تخرج غاي في الطب العام.
بدأت حياته المهنية في عام 1974 مع وزارة الصحة في سيراليون. في عام 1977، انضم إلى موظفي عيادة باس سانتا سو (Basse Santa Su) في غامبيا. في عام 1979، أصبح كبير الأطباء في مستشفى بانسانغ (Bansang) في غامبيا، حيث ظل حتى عام 1981. ثم عمل طبيبا في الريف حتى عام 1997 في بارا. عمل في مستشفى الأحمدية الإسلامي حتى عام 2004. وفي عام 2009، عاد إلى بارا.
وفي 30 أكتوبر 2009، عُيّن وزيرا للصحة والشؤون الاجتماعية من قِبل الرئيس يحيى جامع. 
توفي غاي بتاريخ 2 ديسمبر 2010 في مستشفى رويال فيكتوريا التعليمي في مدينة بانجول.